# Naomi Castle
Naomi Castle (Sydney, 29 maggio 1974) è una pallanuotista australiana, vincitrice di una medaglia d'oro ai giochi olimpici di Sydney 2000.